# Knavesmire
Knavesmire är en samling stora, outvecklade våtmarker inom City of York, North Yorkshire i England. Dessa våtmarker ingår i gruppen Micklegate Stray (tillsammans med Hob Moor), som i sin tur är en av fyra grupper av öppna landområden som benämns Strays of York; de övriga tre är Bootham Stray, Monk Stray och Walmgate Stray. Det har föreslagits att namnet Knavesmire delar samma ursprung som namnet Knaresborough.
York Tyburn, platsen för galgen som administrerades av Englands kungahus vid York Castle, låg i Knavesmire, i närheten av Tadcaster Road. Flera personer har avrättats här, såsom Rhys ap Maredudd, Dick Turpin, Alexander Rawlins, Henry Walpole, Nicholas Postgate och Elizabeth Broadingham.